# Шалунов Максим Валерійович
Максим Валерійович Шалунов (рос. Максим Валерьевич Шалунов; 31 січня 1993, м. Челябінськ, СРСР) — російський хокеїст, нападник. Виступає за «Трактор» (Челябінськ) у Континентальній хокейній лізі.
Вихованець хокейної школи «Трактор» (Челябінськ). Виступав за «Білі Ведмеді» (Челябінськ), «Трактор» (Челябінськ).
У складі юніорської збірної Росії учасник чемпіонатів світу 2010 і 2011.